# Кечмания 32
КечМания 32 е 32-рият подред кеч pay-per-view турнир под това име, продуциран от WWE. Проведен е на 3 април 2016 в AT&T Stadium в Арлингтън, Тексас. Дванайсет мача са проведени по време на събитието (3 мача са проведени преди шоуто – два излъчени по USA Network, където беше вторият час от предварителното шоу).
Четири основни мача бяха подчертани в ключовото събитие: В главния мач, Роуман Рейнс победи Трите Хикса, за да спечели Световната титла в тежка категория на Федерацията, докато Шейн Макмеън (в първият си мач от 2009) загуби от Гробаря в мач в адската клетка, Брок Леснар победи Дийн Амброус в уличен бой без ограничения, и Шарлът спечели ново-възстановената Титла при жените на федерацията (която замести пенсионираната Титла на дивите на федерацията) в Мач Тройна заплаха с Беки Линч и Саша Бенкс.
Събитието също бе запомнено с най-краткия мач на КечМания, когато Скалата победи Ерик Роуън в необявен мач, неочакваното завръщане на Джон Сина и Кралската битка в памет на Андре Гиганта, която включваше изненадващото участие на NBA легендата Шакил О'Нийл и беше спечелена от NXT участник Барън Корбин в неговия дебют в главния състав.
Според WWE, КечМания 32 направи много рекорди за компанията, получавайки $17,3 милиона, правейки огромен финансов успех, където WWE официално обяви рекорда за публиката от 101 763; побеждавайки миналия рекорд на WWE, който беше на КечМания 3 с публика от 93 173.

## Продукция

### Заден план
КечМания е водещото събитие на WWE, сравнявано като Супербоула на развлекателния спорт.
Билетите започнаха продажба на 6 ноември 2015, където индивидуалните билети са от $18 до $1180. На 13 октомври 2015, пътуващите пакети с настаняване, вариращи от $6625 за човек бяха разпродадени. Новите абонати за WWE Network можеха да гледат турнира без допълнителни разходи.
Събитието е третата КечМания в щата Тексас след 2001 и 2009, и е първата КечМания водена от Dallas-Fort Worth metroplex. Има пет официални саундтрака за събитието, „My House“ на Фло Райда, „Hello Friday“ на Фло Райда и Джейсън Деруло, „Hail to the King“ на Avenged Sevenfold, „Sympathy for the Devil“ на Моторхед, „Oh No“ на Goodbye June. На 21 март, беше обявено, че Фифт Хармъни ще изпълнят America the Beautiful, започвайки преди шоуто КечМания.
Forbes спекулират, че КечМания 32 може да счупи рекорда за най-голяма публика от 93 173, поставен от КечМания 3. Този рекорд стоеше като най-високата посещаемост за всяко закрито събитие, до 2010 NBA All-Star Game, също в AT&T Stadium, привлякло 108 713 души.
WWE бе притисната от наранявания в реалния живот на борците от състава си, което ги прави неспособни да се борят на КечМания 32. Списъкът с ранени включва Джон Сина, Сет Ролинс, Ренди Ортън, Сезаро, Невил и Люк Харпър. В същото време, Даниъл Брайън, Стинг, Ники Бела и Тайсън Кид са претърпели травми на врата, където Кид едва избегна парализа или смърт, Брайън и Стинг се оттеглиха от професионалната борба. Дейвид Шумейкър, редактор в ESPN, писа, че „изглежда, че талантът спрял състава си в мач може да продаде повече билети, отколкото този, който в момента е на него.“ Шумейкър също теоретизира възможните причини за наранявания са на първо място „изтощителен график на WWE“, и второ, „Пътуванията, изтощението, липсата на почивки“.
CNET написаха, че КечМания 32 ще включва „кулминацията“ на „най-голямата история в WWE“, което е „създаването на Роуман Рейнс като основния бейбифейс, главният герой, който ще бъде лицето на компанията за – ако WWE има свой начин – следващото десетилетие.“ „За последните две години, WWE мести небето и земята“, в опит да превърнат Рейнс до „нивото на разпознаване“ на имена като Хълк Хоган, Ледения Стив Остин, Скалата и Джон Сина", но „най-трудният му опонент“ е „публиката“, която започна „стачка“ в опозиция подкрепата на WWE към Рейнс, докато фенове предпочитат Дийн Амброус. The A.V. Club се съгласи, че „WWE има сериозен проблем с Роман Рейнс“, поради „основно никой не иска да види Роман Рейнс в главния мач на КечМания“.
Дейв Мелцер от Wrestling Observer Newsletter съобщи, че КечМания 32 счупи рекорда на WWE за най-много продажби на билети с поне 84 000 продадени билета.

### Сюжети
КечМания 32 включва кеч мачове с участието на различни борци от вече съществуващи сценични вражди и сюжетни линии, които изиграват по тяхната телевизия. Борците са добри или лоши, тъй като те следват поредица от събития, които са изградили напрежение и кулминират в мач или серия от мачове.
На Сървайвър, Роуман Рейнс спечели турнира за свободната Световна титла в тежка категория на Федерацията. Преди това Рейнс отказа предложението на Трите Хикса да се присъедини към Началниците, което автоматично би го нагласил във финалите на турнира, но Рейнс се би през целия турнир и след неговата победа, атакува Трите Хикса с копие, койот се опитваше да го поздрави. Тогава Шеймъс използва неговия договор в куфарчето и спечели титлата на Рейнс. Тогава Трите Хикса позволи реванш за титлата на МСС, който Рейнс загуби заради намеса. След мача, носещия стол Рейнс атакува Шеймъс, Алберто Дел Рио, Русев, и след това Трите Хикса, който пристигна за да спе побоя на Рейнс. На следващата вечер на 14 декември в епизод на Първична сила, председателя Винс Макмеън обяви мач Титла срещу кариера между Рейнс и Шеймъс, който Рейнс спечели за да вземе титлата. След като Рейнс победи още един реванш срещу Шеймъс, беше обявено от Макмеън, че Рйнс ще трябва да защитава титлата си в ежегодното Кралско меле с 30 души на Кралски Грохот. На него, Трите Хикса се върна като 30-ия участник и елиминира Рейнс за да спечели титлата. След оценяване на всяко представяне на кечистите на 25 януари в епизод на Първична сила, Началниците направиха главния мач на Бързата лента, в който Рейнс победи Дийн Амброус и Брок Леснар в мач Тройна заплаха за да получи шанс за титлата на КечМания срещу Трите Хикса. На 22 февруари в епизод на Първична сила, Трите Хикса атакува Рейнс по време на мача му срещу Шеймъс и преби кървящия Рейнс преди да му направи „Педигри“ върху стоманените стълби. Когато Рейнс липсваше след сюжетна травма, Трите Хикса се съгласи на предизвикателството на Амброус за титлата го победи за да запази титлата си на Препятствие на пътя на 12 март. На следващата вечер в епизод на Първична сила, след като Трите Хикса победи Долф Зиглър, завърналият се Рейнс не само преби Трите Хикса, но също и съдии и охраната. На следващата седмица, Рейнс проведе друга атака, докато Трите Хикса прибираше жена си от работа. Последната Първична сила преди КечМания свърши, когато Трите Хикса и Рейнс бяха разделени от други кечисти след сбиване.
Нощта след Бързата лента, Винс Мъкмеън представи „Наградата за Поколение на Отличници на Винс Дж. Мъкмеън, Старши“ на неговата дъщеря Стефани Макмеън. Когато Стефани беше готова да приеме наградата, Шейн Мъкмеън се завърна във Федерацията за пръв път от 2009 да се изправи срещу баща си и сестра си по отношение на състоянието на компанията. Винс и Шейн обсъдиха състоянието на Първична сила и как тя се опитва да го прегази надолу. Тогава Винс направи сделка с Шейн, че той ще получи контрол над Първична сила, ако той спечели мач по негово желание. След като Шейн се съгласи, Винс обяви Гробаря за неговия опонент и направи мача в Адска клетка. Гробаря се завърна в Първична сила на следващата сила, за да говори за мача, и каза, че кръвта на Шейн ще бъде по ръцете на Винс, не по неговите. На 14 март в епизод на Първична сила, Шайн попита Гробаря On the March 14 episode of Raw, Shane постави под въпрос лоялността на Гробаря към Винс и го обиди за това, че една от „куклите“ на Винс. В последвалото сбиване, Гробаря направи задушаващо тръшване на Шейн и след това се опита да атакува Винс, но впоследствие се измъкна. До този момент бе необяснимо защо Гробаря ще се бори в мача Ад в клетка, за да помогне на Винс срещу Шейн. Следващата седмица Винс обявява, че ако Гробаря не спечели, това ще бъде последната му КечМания. Гробаря и Шейн се изправят помежду си в последния епизод на Първична сила преди КечМания и започват побой, който свършва, когато Шейн счупва коментаторката маса, на която е Гробаря, със Скока на съдбата, но Гробаря се съвзема бързо и се присмива на Шейн.
В мача Тройна заплаха на Бързата лента, Брок Леснар прикова Роуман Рейнс в захвата кимура, докато Дийн Амброус не атакува Леснар със стоманен стол; това зашемети Леснар за толкова дълго, че Рейнс победи Амбоус. На следващия ден преди излъчването на Първична сила, Леснар атакува Амброус когато пристиган в залата и Амброус беше отведен до болницата на линейка. На Първична сила, Пол Хеймън предизвика който и да е от борците да срещне Леснар на КечМания. Амброус се върна в линейката да предизвика Леснар в Уличен бой без никакви ограничения; Леснар се съгласи На 14 март в епизод на Първична сила, хардкор легендата Мик Фоли даде на Амборус неговата запазена бейзболна бухалка с бодлива тел. На следващата седмица в Първична сила, друга хардкор легенда, Тери Фънк, даде на Амброус моторна резачка.На 24 март епизод на Разбиване, Леснар предизвика Амбоус да се бият, но Семейство Уайът влезе вместо него. Когато Семейство Уайът се приготвиха да атакуват Леснар, Амроус пристигна с пръчка и петте мъже се сбиха. Побоя приключи когато Леснар направи F-5 на Амброус. На следващата Първична сила, докато Хеймън говореше за Амроус, Амброус слои няколко оръжия във фургона си преди да си тръгне.
След противоречивата победа срещу Беки Линч на Кралски грохот, за да запази Титлата на Дивите, Шарлът предизвикана от завърналата се Цаша Бенкс. На Бързата лента, Шарлърт запази титлата срещу Бри Бела, докато Линч и Бенкс победиха Отбор Лоши (Наоми и Тамина) в отборен мач. На следващата вечер мача на Линч и Бенкс на Първична сила, Шарлът ги информира, че една от тях ще я срещне на КечМания за нейната титла. На 29 февруари в епизод на Пъврична сила, Линч и Бенкс се биха взаимно в мач за определяне на главен претендент, но мача приключи с двоен туш. Реванш на следващия епизод на Разбиване не приключи, когато Шарлът атакува и двете. Впоследствие, Шарлът беше избрана да защитава титлата си срещу Линч и Бенкс в мач Тройна заплаха на КечМания. В предварителното шоу на КечМания 32, членката на Залата на славата на WWE Лита каза, че Титлата на дивите се пенсионира, и че победителката в Тройната заплаха ще бъде обявена за Шампионка при жените на WWE.
На 17 март, в епизод на Разбиване, Хийт Слейтър, Къртис Аксел, Адам Роус и Бо Далас обявиха тяхното участие в третата годишна Кралска битка в памет на, Андре Гиганта последвани от миналогодишния победител Грамадата и Кейн на 21 март в епизод на Първична сила, последвани от Тайлър Брийз на 25 март в епизод на Разбиване. На следващия епизод на Първична сила, Златен прах, Ар Труф, Дарън Йънг, Марк Хенри, Конър, Виктор, Джак Фукльото, Фанданго и Деймиън Сендау бяха добавени в мача.
На 8 февруари в епизод на Първична сила, след победата им върху Нов Ден и Марк Хенри, Дъдли Бойс атакуваха техните съотборници Братя Усо. През следващите седмици, отборите се атакуваха взаимно. На 14 март беше обявено, че Усо ще срещнат Дъдли Бойс на събитието. По-късно мача беше преместен в предварителното шоу.
По време на 'Cutting Edge Peep Show на Бързата лента, Отборните шампиони на федерацията Нов Ден показа признаци на добри, като се подиграваха с Лигата на Нациите. През следващите седмици, Нов Ден продължаваха да се подиграват на Лигата със сегменти зад кулисите. На Препятствие на пътя, Нов Ден победиха Шеймъс и Крал Барет за да запазят титлите си. На следващата вечер, Нов Ден срещнаха другите членове на Лигата на Нациите – Алберто Дел Рио и Русев, и запазиха титлите си, което доведе до атака от Лигата на Нациите към Нов Ден след мача, правейки Нов Ден добри, и Отборен мач с 6 души между Шеймъс, Русев и Дел Рио и Нов Ден на КечМания 32.
След като остави Грамадата и Кейн, по време на реванша им срещу Семейство Уайът им коства загуба на 22 февруари в епизод на Първична сила, Райбак стана по-агресивен, като разгроми неговите опоненти в кратки мачове. На 14 март в епизод на Първична сила, след като победи Син Кара същата вечер, Райбак предизвика Шампиона на Съединените щати Калисто в мач за Титлата на Съединените щати на КечМания. На 16 март, в интервю с Майкъл Кол, Калисто прие предизвикателството на Райбак. По-късно този мач беше преместен преди шоуто.
На 21 март в епизод на Първична сила, Миз, Долф Зиглър и Сами Зейн всички прекъснаха Интерконтиненталния шампион Кевин Оуенс и го предизвикаха за титлата. Оуенс се съгласи да говори с Началниците да направят мач Тройна заплаха за главен претендент за неговата титла, но вместо тях мача включваше Зак Райдър, Син Кара и Звезден прах, коствайки Миз, Зиглър и Зейн намесата в мача. Тогава Стефани Макмеън направи мач със стълби, където Оуенс ще защитава титлата срещу всички шест участници.
След като Ей Джей Стайлс победи Крис Джерико на Бързата лента, Стайлс и Джерико сформираха отбор, познат като „Уай Ту Ей Джей“ и доминираха в отборната дивизия, побеждавайки шампионите Нов Ден в два поредни мача, водейки предизвикателство от Y2AJ за Отборните титли, но Уай Ту Ей Джей не успяха да спечелят титлите срещу Нов Ден на 7 март в епизод на Първична сила, след като Джерико беше туширан от Големия И. След мача, Джерико атакува Стайлс с три Дешифратори и натика тениската им в устата му, правейки ги зъл в процеса. Джерико обяви, че му е омръзнало феновете да скандират за Стайлс, а за не него. На 21 март в епизод на Първична сила, по време на мача на Джерико и Фанданго, Стайлс разсея Джерико, като му казваше „Уай Ту Глупак“, но Джерико спечели мача си независимо от разсейването. Тогава Стайлс отправи предизвикателство Джерико за мач на КечМания, което Джерико отказа, като каза, че предпочита да седи с публиката на КечМания, вместо да се бие с него. На 28 март в епизод на Първична сила, по време на мача на Джерико със Зак Райдър, Стайлс отново разсея Джерико с „Уай Ту Глупак“, заедно с публиката, докато беше извън ринга, но този път коства загубата на Джерико от Райдър чрез превъртане. Ядосан от това унижение, Джерико се съгласи с предичвикателството, но му каза, че КечМания 32 ще бъде първата и последната му.
На 14 март в епизод на Първична сила, Лана се съюзи с Отбор Лоши (Наоми и Тамина) като им помогна да победят Бри Бела и Алиша Фокс. Лана атакува Пейдж след победата ̀и над Съмър Рей два дена по-късно на Главната атракция. На следващия епизод на Главната атракция, по време на мач между Рейдж и Наоми, Рей и Ема атакуваха Фокс и Наталия (в ъгъла на Пейдж), позволявайки на Наоми да спечели. На 28 март в епизод на Първична сила, Ема (придружена от Наоми, Тамина, Лана и Рей) победи Пейдж (придружавана от Бри Бела, Фокс и Наталия). След мача, Ива Мари се присъдени с Бри, Фокс, Пейдж и Наталия, което доведе до Отборен мач между 10 диви между отборите в предварителното шоу на КечМания.

## Резултати
| №                                                                                     | Резултати | Правила | Време |
| ------------------------------------------------------------------------------------- | --- | --- | ----- |
| 1П                                                                                    | Калисто (ш) победи Райбак | Индивидуален мач за Титлата на Съединените щати                                                                                               | 09:01 |
| 2П                                                                                    | Тотал Дивас (Бри Бела, Пейдж, Наталия, Алиша Фокс и Ива Мари) победиха Лоши и Руси (Наоми, Тамина, Лана, Ема и Съмър Рей) чрез предаване | Отборен мач между 10 диви | 11:25 |
| 3П                                                                                    | Братя Усо (Джими Усо и Джей Усо) победиха Дъдли Бойс (Бъба Рей Дъдли и Дивон Дъдли)                                                      | Отборен мач | 05:18 |
| 4                                                                                     | Зак Райдър победи Кевин Оуенс (ш), Долф Зиглър, Сами Зейн, Син Кара, Звезден прах и Миз                                                  | Мач със стълби за Интерконтиненталната титла                                                                                                  | 15:23 |
| 5                                                                                     | Крис Джерико победи Ей Джей Стайлс | Индивидуален мач | 17:10 |
| 6                                                                                     | Лигата на Нациите (Шеймъс, Алберто Дел Рио и Русев) (с Крал Барет) победиха Нов Ден (Големият И, Кофи Кингстън и Ксавиер Уудс)           | Отборен мач между 6 души | 10:03 |
| 7                                                                                     | Брок Леснар (с Пол Хеймън) победи Дийн Амброус                                                                                           | Мач Уличен бой без ограничения | 13:06 |
| 8                                                                                     | Шарлът (с Рик Светкавицата) победи Беки Линч и Саша Бенкс чрез предаване                                                                 | Мач Тройна заплаха за Титла при жените на федерацията                                                                                         | 16:03 |
| 9                                                                                     | Гробаря победи Шейн Макмеън | Мач в Адска клетка; ако Шейн беше спечелил, той щеше да получи контрол над Първична сила и Гробаря щеше да бъде лишен от участие на КечМания. | 30:05 |
| 10                                                                                    | Барън Корбин спечели елиминирайки последен Кейн                                                                                          | Мач Кралска битка с 20 души за Трофея в памет на Андре Гиганта                                                                                | 09:41 |
| 11                                                                                    | Скалата победи Ерик Роуън (с Брей Уайът и Броун Строуман)                                                                                | Индивидуален мач | 00:06 |
| 12                                                                                    | Роуман Рейнс победи Трите Хикса (ш) | Индивидуален мач за Световната титла в тежка категория на Федерацията                                                                         | 27:00 |
| - (ш) – указва шампиона/шампионите в мача - П – показва, че мача се случи преди шоуто | | |       |

1. ↑  Шарлът влезе в мача като Шампионка на Дивите, с шампионския колан на дивите в нейно притежаване, обаче титлата не беше заложена, като Титлата на дивите беше оттеглена след мача и беше заместена с Титлата при жените на федерацията
2. ↑  Ред на елиминации от първия елиминиран: Фанданго, Деймиън Сендау, Шакил О'Нийл, Грамадата, Виктор, Даймънд Далас Пейдж, Конър, Татанка, Джак Фукльото, Ар Труф, Златен прах, Къртис Аксел, Адам Роуз, Хийт Слейтър, Тайлър Брийз, Марк Хенри, Бо Далас, Дарън Йънг и Кейн